# 카팅가꿀박쥐
카팅가꿀박쥐(Lonchophylla inexpectata)는 주걱박쥐과(신세계잎코박쥐류)에 속하는 박쥐의 일종이다. 브라질에서 발견된다.

## 특징
작은 박쥐로 전완장은 32.3~36.4mm, 몸무게는 최대 9.5g이다. 등 쪽은 불그스레한 갈색이고, 배 쪽은 희끄무레한 색부터 연한 회색까지 다양한 색을 띤다.

## 분포
브라질 동부 바이아주와 페르남부쿠주의 카팅가 지역에서 서식한다.